# Hit FM (Russland)
Hit FM (russisch Хит FM) ist ein russischer Musiksender, der am 30. Mai 1997 auf Sendung ging. Eigentümer ist die Firma Biz Enterprises.
Mit seinem etwa jeweils zur Hälfte aus russischer und internationaler Popmusik bestehenden Programm erreicht der Sender nach eigenen Angaben über 40 Millionen Hörer. Seine Nachrichten- und Informationssendungen werden von Radio RSN produziert.

## Empfang
Хит FM war zunächst nur in Moskau und Umgebung auf der Frequenz 107,4 MHz zu empfangen. Heute kann der Musiksender in über 400 Städten Russlands und anderer Nachfolgestaaten der Sowjetunion (Belarus, Kasachstan, Kirgisistan) gehört werden.